# Veintisiete de Febrero
Veintisiete de Febrero är en ort i Mexiko.   Den ligger i kommunen Centla och delstaten Tabasco, i den sydöstra delen av landet, 700 km öster om huvudstaden Mexico City. Veintisiete de Febrero ligger 9 meter över havet och antalet invånare är 300.
Terrängen runt Veintisiete de Febrero är mycket platt. Havet är nära Veintisiete de Febrero åt nordväst. Runt Veintisiete de Febrero är det ganska glesbefolkat, med 32 invånare per kvadratkilometer. Närmaste större samhälle är Gobernador Cruz, 1,8 km nordväst om Veintisiete de Febrero. Omgivningarna runt Veintisiete de Febrero är en mosaik av jordbruksmark och naturlig växtlighet.